# Saint-Ange-et-Torçay
Saint-Ange-et-Torçay is een gemeente in het Franse departement Eure-et-Loir (regio Centre-Val de Loire) en telt 277 inwoners (1999). De plaats maakt deel uit van het arrondissement Dreux.

## Geografie
De oppervlakte van Saint-Ange-et-Torçay bedraagt 16,2 km², de bevolkingsdichtheid is 17,1 inwoners per km². Zoals de naam angeeft bestaat het uit twee hoofdkernen: Torçay, waar zich onder andere het gemeentehuis bevindt en Saint-Ange.
De onderstaande kaart toont de ligging van Saint-Ange-et-Torçay met de belangrijkste infrastructuur en aangrenzende gemeenten.

## Demografie
Onderstaande figuur toont het verloop van het inwonertal (bron: INSEE-tellingen).